# Жукова (Архангельская область)
Жу́кова — деревня в Мезенском районе Архангельской области. Входит в состав Зареченского сельского поселения.

## География
Деревня расположена в северной части Архангельской области, на расстоянии примерно 40 км (по прямой) к юго-востоку от города Мезень, административного центра района.

### Часовой пояс
Деревня Жукова как и вся Архангельская область, находится в часовой зоне МСК (московское время). Смещение применяемого времени относительно UTC составляет +3:00.

## Население
| 2002 | 2010 | 2012 |
| ---- | ---- | ---- |
| 0    | →0   | →0   |